# Selección femenina de balonmano playa de Uruguay
La Selección femenina de balonmano playa de Uruguay es la sección femenina de las mejores jugadoras de Uruguay, que representan a su país a nivel internacional en competiciones de Balonmano playa.

## Historial

### Mundiales
- 2004 - No participó
- 2006 - 9.º puesto
- 2008 - 7.º puesto
- 2010 - No participó
- 2012 - 6.º puesto
- 2014 - 8.º puesto
- 2016 - 11.º puesto
- 2018 - 10.º puesto

### Panamericano
- 2004 -   Medalla de oro
- 2008 -  Medalla de plata
- 2012 -  Medalla de plata
- 2014 -  Medalla de plata
- 2016 -  Medalla de oro